# Larry Crockett
Larret Julian "Larry" "Crash" Crockett (Cambridge City, 23 ottobre 1926 – Langhorne, 20 marzo 1955) è stato un pilota automobilistico statunitense.

## Carriera
La sua carriera ad alto livello avvenne nel 1954, anno in cui prese parte a quella che sarà la sua sola edizione del campionato Champ Car; nello stesso anno debuttò anche nella 500 Miglia di Indianapolis, giungendo al nono posto assoluto e ottenendo il premio di Rookies of the Year. Nel campionato si piazzò invece all'undicesimo posto finale.
Morì la primavera successiva a causa di un incidente di gara sul circuito di Langhorne. Ricevette sepoltura presso il cimitero Garland Brook a Columbus, Ohio.
Tra il 1950 e il 1960 la 500 Miglia faceva parte del Campionato Mondiale, per questo motivo Crockett ha all'attivo anche un Gran Premio in Formula 1.

## Risultati in Formula 1
| 1954 | Scuderia            | Vettura           |  |   |  |  |  |  |  |  |  | Punti | Pos. |
| ---- | ------------------- | ----------------- |  | - |  |  |  |  |  |  |  | ----- | ---- |
| 1954 | Federal Engineering | Kurtis Kraft 3000 |  | 9 |  |  |  |  |  |  |  | 0     |      |

| Legenda | 1º posto     | 2º posto | 3º posto    | A punti         | Senza punti/Non class.  | Grassetto – Pole position Corsivo – Giro più veloce |
| Legenda | Squalificato | Ritirato | Non partito | Non qualificato | Solo prove/Terzo pilota | Grassetto – Pole position Corsivo – Giro più veloce |